# Mautpyramide von Gnodstadt

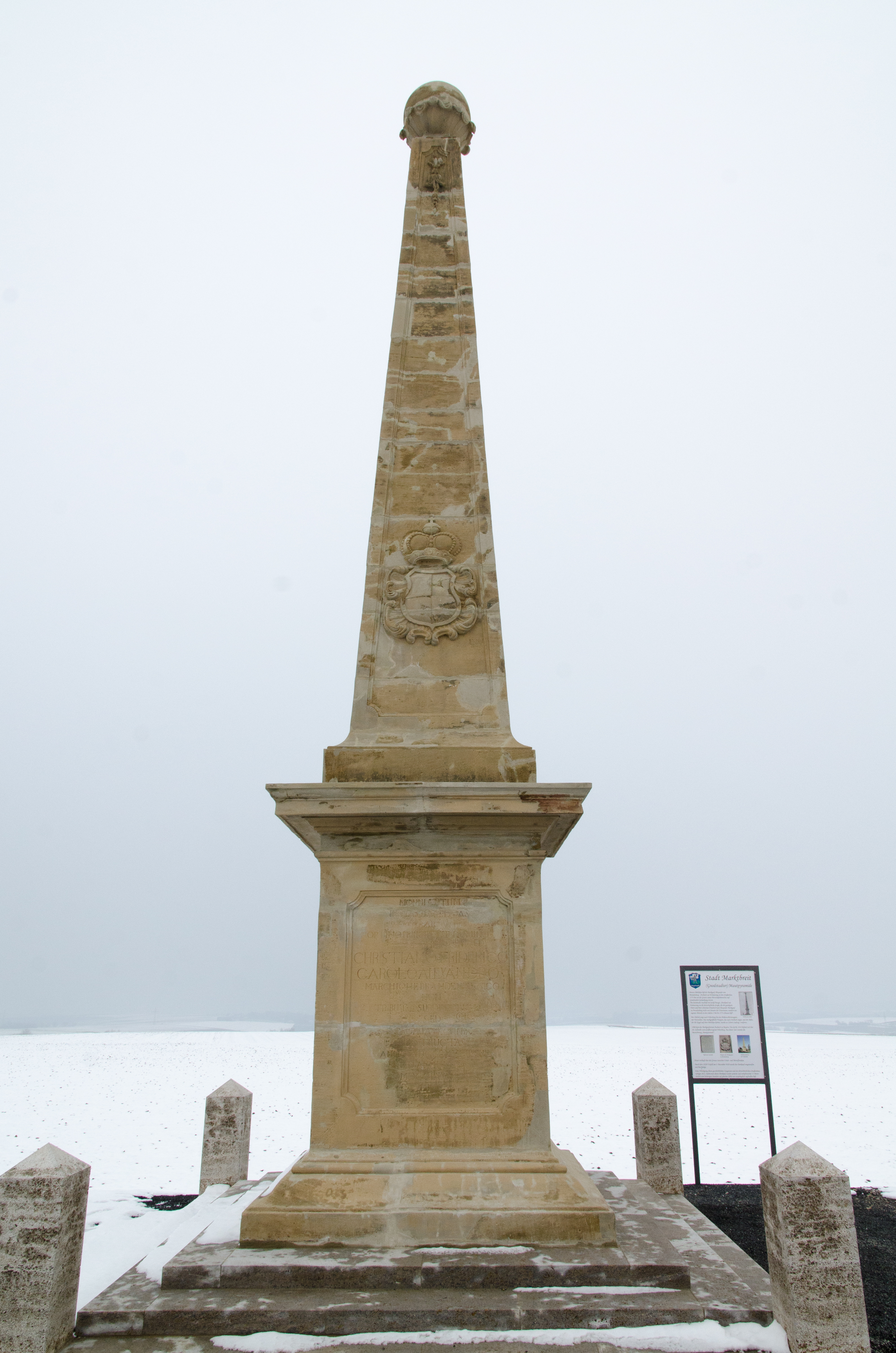
Mautpyramide im Februar 2013

Die Mautpyramide ist ein südlich der Ortschaft Gnodstadt, einem Ortsteil der Stadt Marktbreit (Unterfranken), aufgestellter, 10 Meter hoher Obelisk aus Sandstein. Er steht an der Bundesstraße 13 zwischen Ochsenfurt und Oberickelsheim auf einem Geländerücken, den die Straße dort überquert.

## Geschichte
Die Pyramide wurde 1773 zum Abschluss des Baus der Chaussee von Ansbach nach Würzburg durch den Ansbacher Markgrafen Christian Friedrich Karl Alexander errichtet, um das Ende des in seinem Herrschaftsgebiet liegenden Abschnitts der Straße zu markieren. Ursprünglich befand sich neben dem Obelisken ein Zollhaus.
Eine in den Stein gemeißelte Inschrift gibt Aufschluss über die Finanzierung der Straße:
Denkmal zur Erinnerung an die Herstellung dieser Staatsstraße, die von dem allergnädigsten Fürsten und Herren Christian Karl Alexander, Markgrafen zu Brandenburg, nicht aus Steuern der Untertanen sondern aus eigenen Mitteln erbaut wurde im Jahre 1766 bis 1773.

## Versetzung

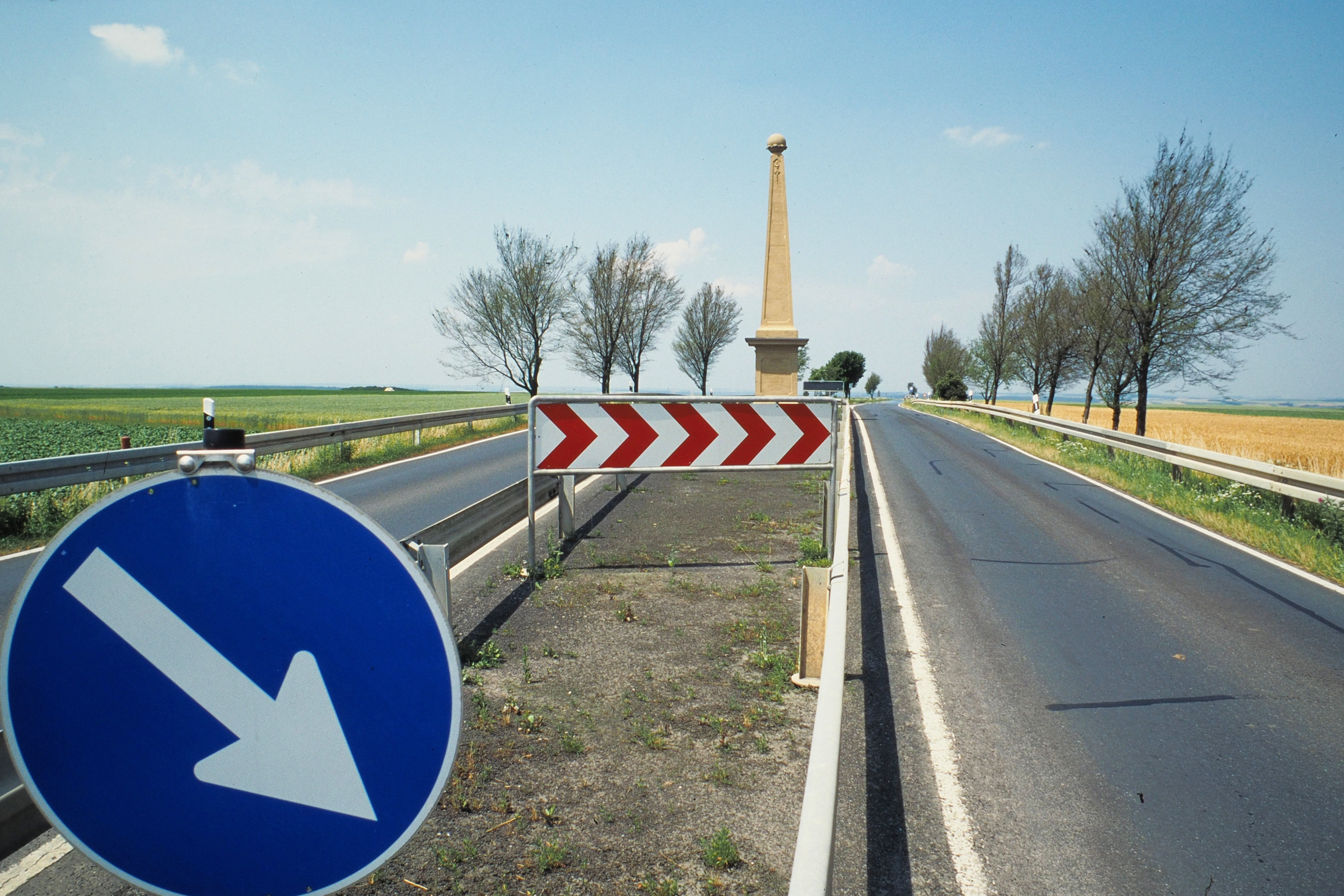
Der alte Standort in der Fahrbahnteilung, nicht genau datiertes Foto Mitte 1990er

Ursprünglich stand der einstückige Obelisk (Monolith) auf einer Verkehrsinsel in der Mitte der Straße, die Fahrbahn war dort auf etwa 70 Meter Länge mit Schutzplanken baulich geteilt. Der Obelisk war schon vom 2 km entfernten Ortsausgang Oberickelsheim aus sichtbar, da die Straße schnurgerade auf ihn zu lief.
Am frühen Morgen des 3. Dezember 2010 kollidierte ein LKW mit der Pyramide und beschädigte sie schwer. Im Interesse der Verkehrssicherheit wurde die Pyramide darauf nicht am ursprünglichen Ort, sondern etwa 20 Meter östlich der Straße rekonstruiert und am 14. November 2012 eingeweiht. Die Fahrbahnteilung mit Verkehrsinsel wurde zurückgebaut. Für Besucher der Pyramide wurde 150 Meter südöstlich, an der Kreuzung mit der Staatsstraße 2271, ein kleiner Parkplatz eingerichtet.